# Paul D. N. Hebert
Pour les articles homonymes, voir Paul Hébert et Hébert.
Paul David Neil Hebert, né le 6 mai 1947, est un zoologiste et écologue canadien.

## Biographie
Il a développé le concept du code barre moléculaire chez les animaux.
En 2003, Paul Hebert, du Département de zoologie à l'Université de Guelph, suggère l'utilisation du gène mitochondrial CO1 (Cytochrome oxidase subunit 1) comme code à barres ADN, une espèce animale pouvant être distinguée en séquençant moins de 1000 bases d’ADN mitochondrial à partir d’un échantillon.

## Publications
- (en) Paul D. N. Hebert, Alina Cywinska, Shelley L. Ball et Jeremy R. deWaard, « Biological identifications through DNA barcodes », Proceedings of the Royal Society of London, Londres, Royal Society, b: Biological Sciences, vol. 270, no 1512,‎ 7 février 2003, p. 313-321 (ISSN 0962-8452 et 1471-2954, PMID 12614582, PMCID PMC1691236, DOI 10.1098/rspb.2002.2218, résumé).
- (en) Paul D. N. Hebert, Sujeevan Ratnasingham et Jeremy R. deWaard, « Barcoding animal life : cytochrome c oxidase subunit 1 divergences among closely related species », Proceedings of the Royal Society of London, Londres, Royal Society, b: Biological Sciences, vol. 270, no Suppl. 1,‎ 7 août 2003, S96-S99 (ISSN 0962-8452 et 1471-2954, PMID 12952648, PMCID PMC1698023, DOI 10.1098/rsbl.2003.0025, résumé).
- (en) Paul D. N. Hebert, Mark Y. Stoeckle, Tyler S. Zemlak et Charles M. Francis, « Identification of Birds through DNA Barcodes », PLoS Biology, San Francisco, Public Library of Science, vol. 2, no 10,‎ 28 septembre 2004, p. 1657-1663, article no e312 (ISSN 1544-9173 et 1545-7885, DOI 10.1371/journal.pbio.0020312, lire en ligne).
- (en) Robert D. Ward, Tyler S. Zemlak, Bronwyn H. Innes, Peter R. Last et Paul D. N. Hebert, « DNA barcoding Australia’s fish species », Philosophical Transactions of the Royal Society of London, Londres, Royal Society, B: Biological Sciences, vol. 360, no 1462 « DNA barcoding of life »,‎ 15 septembre 2005, p. 1847-1857 (ISSN 0962-8436 et 1471-2970, PMID 16214743, PMCID PMC1609232, DOI 10.1098/rstb.2005.1716, résumé).